# Borrelien-Lymphozytom
Das Borrelien-Lymphozytom ist eine Hyperplasie lymphatischer Zellen, die wie ein malignes Lymphom imponieren. Diese Pseudolymphome entstehen zumeist reaktiv, häufig  während der Frühphase einer Borrelieninfektion im Bereich des Zeckenstichs mit einer hellrötlichen knotigen Schwellung.
Die Erkrankung kann auch nach Virusinfektionen auftreten.
Synonyme sind: Lymphadenosis (oder -adenitis) cutis benigna (LACB) oder Lymphadenosis benigna cutis (LABC) (Bäfverstedt); (kutanes) B-zell Pseudolymphom; Bäfverstedt-Syndrom; Lymphozytom; Spiegler-Fendt-Sarkoid; Multiples Sarkoid; Reaktive Retikulose; Hyperplasie retikulär, fokal epithelial; benigne Lymphoplasie der Haut
Die Erstbeschreibung stammt aus dem Jahre 1894 durch Eduard Spiegler.
Die Bezeichnung Bäfverstedt-Syndrom bezieht sich auf den Autor einer Beschreibung von 1943, den schwedischen Hautarzt Bo Bäfverstedt.

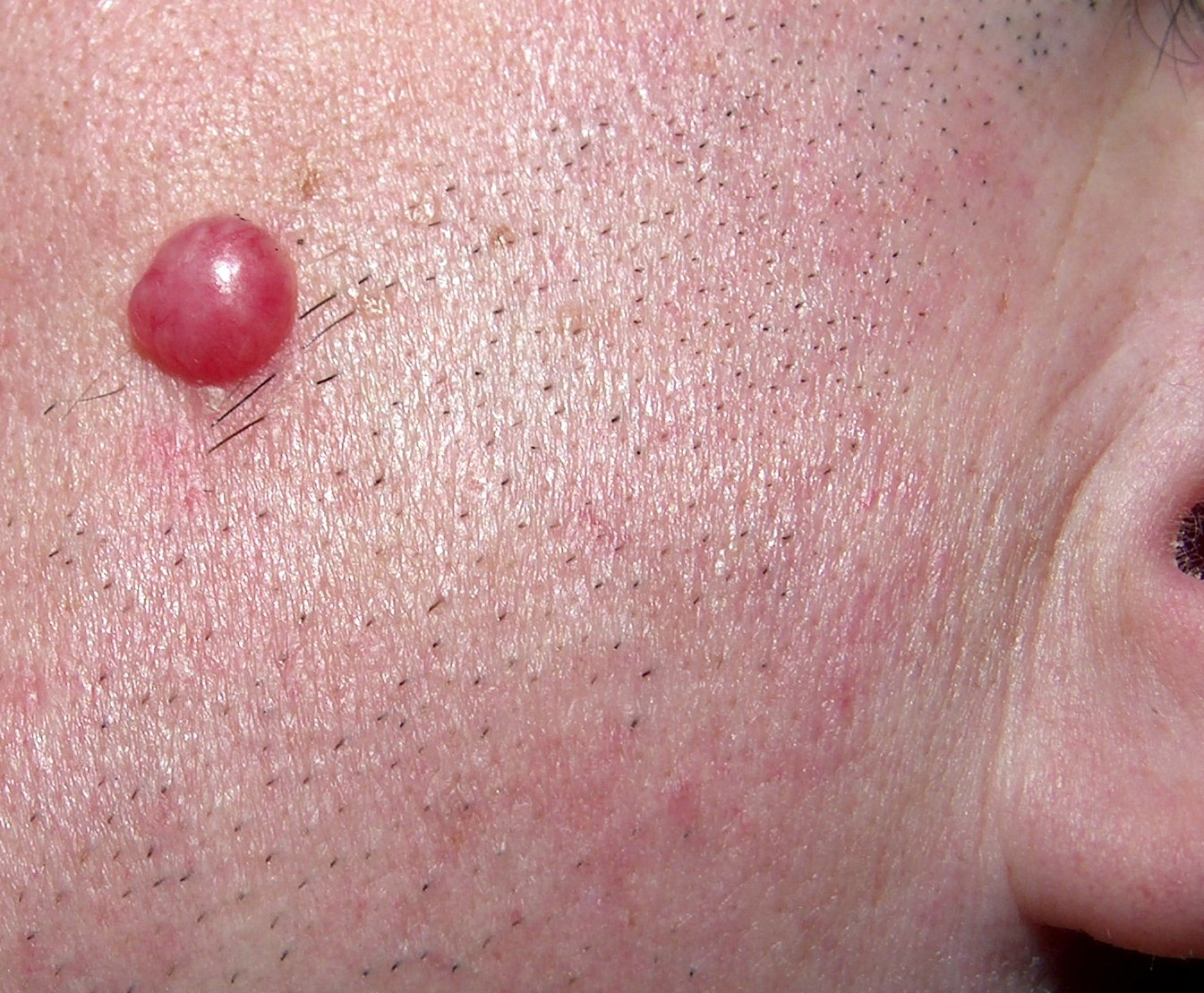
Borrelien-Lymphozytom auf der Wange.

## Ursache
1/3 der Fälle ist  durch Borrelien verursacht, meist durch Borrelia Afzelii, die übrigen Fälle bleiben ungeklärt; nicht-infektiöse Ursachen wie Medikamente oder ätherische Öle sind selten.
Das Borrelien-Lymphozytom tritt zumeist im Stadium I der Lyme-Borreliose auf und ist dabei mit einem Erythema chronicum migrans vergesellschaftet. Ein Auftreten in Stadium II, Monate nach einem Zeckenbiss, ist ebenfalls beschrieben.

## Epidemiologie
Die Erkrankung findet sich gehäuft bei Kindern und Jugendlichen sowie später bei hauptsächlich Frauen im 40.–70. Lebensjahr.

## Klinische Erscheinungen
Klinisch finden sich weiche wulstige, auch knötchenförmige oder gruppiert angeordnete Schwellungen der Haut mit blauroter Färbung.
Die Schwellungen werden durch Lymphozyten in der Haut verursacht. Typischerweise findet man diese am Ohrläppchen, im Nacken, in den Achseln, an den Brustwarzen und im Genitalbereich.
Bei einem Viertel der Patienten sind die regionalen Lymphknoten angeschwollen.
Die Hautläsion  kann das Zentrum eines Erythema migrans darstellen.

## Differentialdiagnose
Im Gegensatz zu malignen B-Zell-Lymphomen enthalten Borrelien-Lymphozytome B- und T-Lymphozyten polyklonaler Herkunft sowie Plasmazellen mit Immunglobulinbildung vom Kappa- und Lambda-Typ.